# Resolução 323 do Conselho de Segurança das Nações Unidas
A Resolução 323 do Conselho de Segurança das Nações Unidas, adotada em 6 de dezembro de 1972, após relembrar resoluções anteriores e reafirmar a responsabilidade da ONU pela Namíbia, o Conselho observou com satisfação que os namibianos tiveram a oportunidade de expressar suas aspirações aos representantes da ONU e notou que os A esmagadora maioria das opiniões dos consultados são a favor da abolição da "política de pátria" e da adesão à independência nacional. O Conselho lamentou a opacidade da África do Sul em relação à autodeterminação da Namíbia e convidou o Secretário-Geral a continuar seus valiosos esforços para garantir que o povo da Namíbia exerça seu direito à autodeterminação e independência.
A Resolução também determinou que, imediatamente após a renovação parcial do quadro de membros do Conselho, seriam nomeados novos representantes para preencher as vagas que ocorreriam no grupo constituído em conformidade com a resolução 309.
A resolução foi aprovada com 13 votos a nenhum, enquanto a União Soviética se absteve e a República Popular da China não participou da votação.